# Ярыч, Василий Акимович
Василий Акимович Ярыч (укр. Василь Якимович Ярич; род. 29 сентября 1951, с. Великая Турья, (ныне в Долинской городской общине Ивано-Франковской области Украины) — украинский скульптор, художник. Народный художник Украины (2008); Заслуженный деятель искусств Украины (1999).

## Биография
В 1979 году окончил Институт прикладного и декоративного искусства во Львове (теперь Львовская национальная академия искусств). Член Национального союза художников Украины (1987). Член Клуба украинских художников.

## Творчество

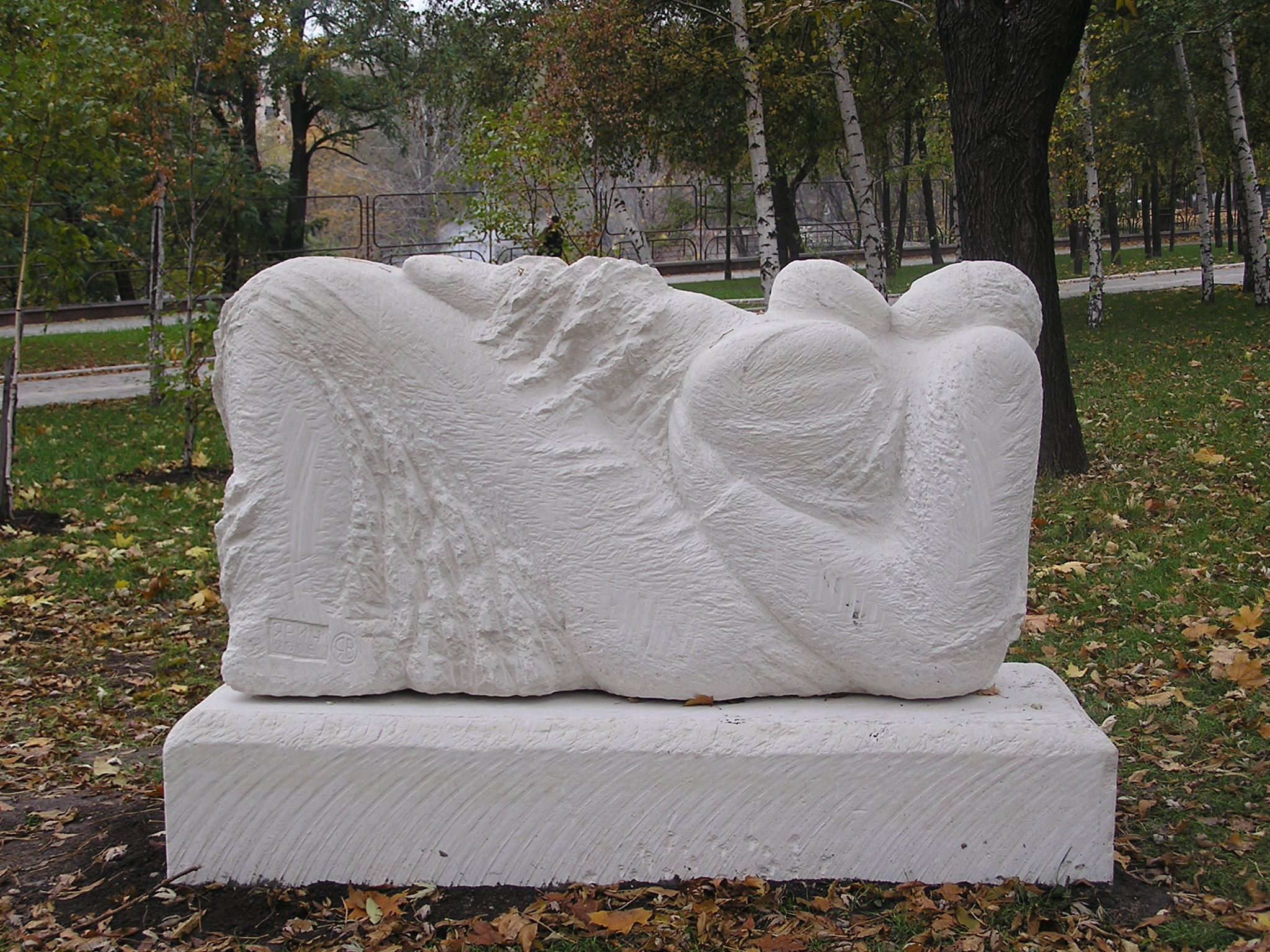
Парк «Украинская степь» в Донецке

Автор более 400 скульптурных работ в камне, мраморе, бронзе, бетоне, дереве, гипсе, в том числе: памятник Михаилу Грушевскому и монумент «Борцам за Украинское государство» в г. Долина, памятник «Просвита» и постамент десятиметрового памятника основателю города князю Даниилу Галицкому во Львове, памятники Ивану Франко в Болехове и других городах Украины, Франции, Словакии, скульптура «Скифия» в парке Украинская степь (Донецк), мемориальный комплекс «Борцам за волю Украины» и монумент воинам-афганцам «Сыновьям Стрыйщины» в г. Стрый Львовской области, мемориальные таблицы одному из организаторов дивизии СС «Галичина» Дмитрию Палииву во Львове и лидеру ОУН Степану Бандере в Стрые, серия скульптур «Блудный сын» и др.